# 힐러리 나이트 (아이스하키 선수)
힐러리 앳우드 나이트(영어: Hilary Atwood Knight, 1989년 7월 12일~)는 미국의 아이스하키 선수로 포지션은 포워드이다. 미국 여자 아이스하키 국가대표팀의 일원으로 2018년 동계 올림픽에서 금메달을 획득했고 2010년, 2014년 동계 올림픽, 2022년 동계 올림픽에서 은메달을 획득했다. 또한 세계 선수권 대회에서 금메달 9개, 은메달 5개를 획득했다.